# Alaska intérieur

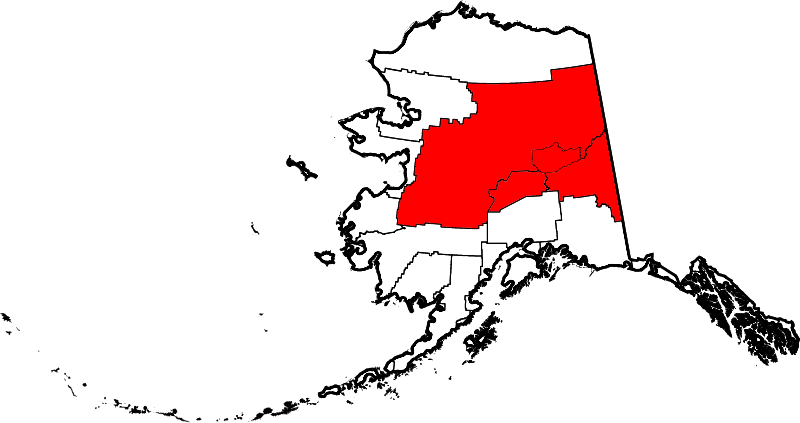
L'Alaska intérieur.

L'Alaska intérieur (en anglais : Interior Alaska) est la région géographique la plus étendue de l'État de l'Alaska (États-Unis). En grande majorité sauvage, l'Alaska intérieur compte plusieurs massifs montagneux, tels que la chaîne d'Alaska et les montagnes Wrangell.